# Премія Айснера
Премія Вілла Ейзнера в галузі коміксів (англ. Will Eisner Comic Industry Award), зазвичай скорочують до Премія Ейзнера (англ. Eisner Award) — це премія за творчі досягнення в галузі коміксів. Вона названа на честь письменника і художника Вілла Ейзнера, який був постійним учасником церемонії нагородження до своєї смерті у 2005 році.

## Історія
Вперше нагороди Премія Ейзнера та Премія Гарві були вручені у 1988 році, обидві створені у відповідь на припинення проведення Премії Джека Кірбі у 1987 році.